# Capela Nova
Capela Nova is een gemeente in de Braziliaanse deelstaat Minas Gerais. De gemeente telt 4.661 inwoners (schatting 2009).

## Aangrenzende gemeenten
De gemeente grenst aan Alto Rio Doce, Caranaíba, Carandaí, Rio Espera en Senhora dos Remédios.

## Geboren
- Raymundo Damasceno Assis (1937), geestelijke en kardinaal